# William H. Nichols

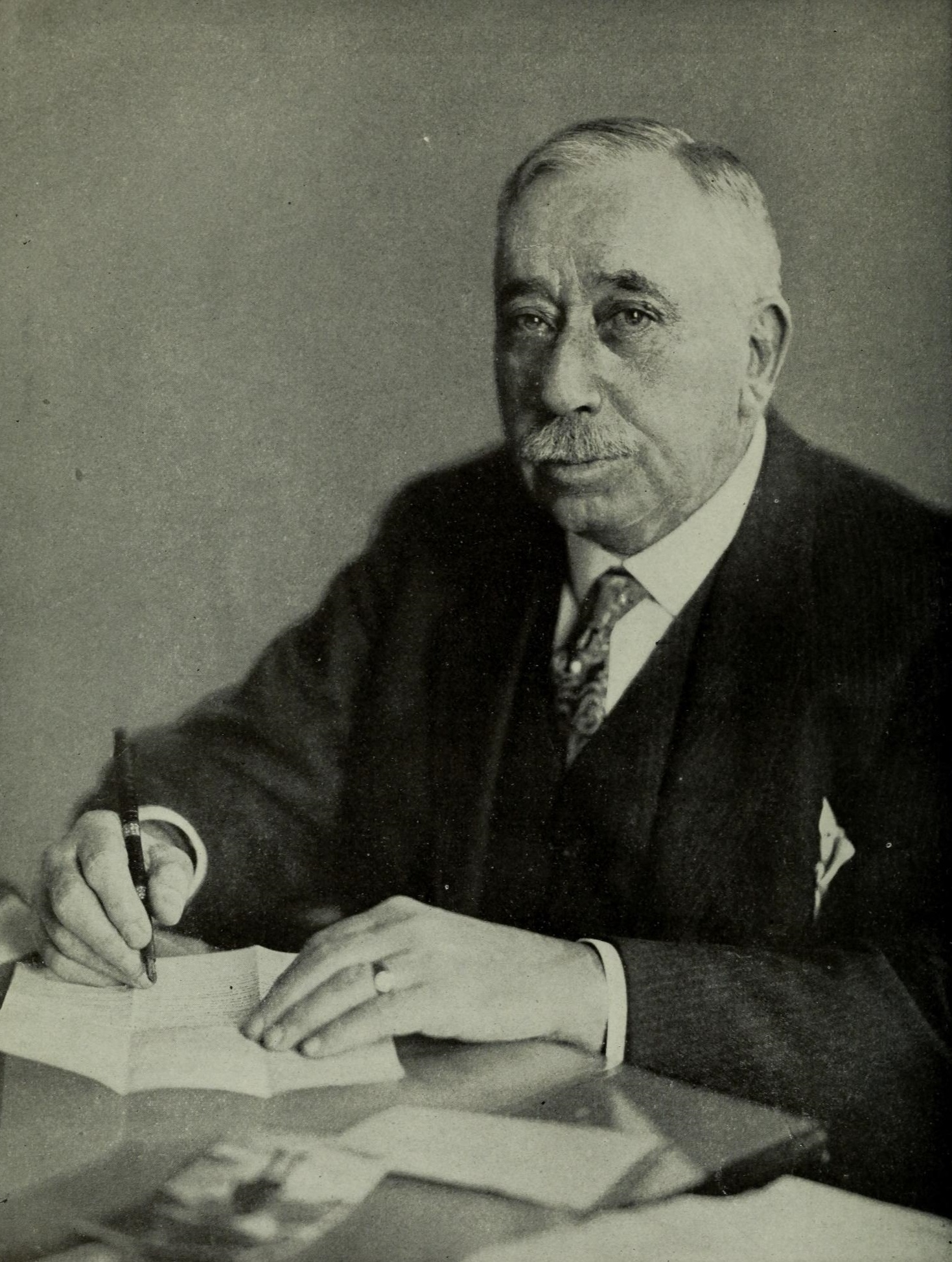
William H. Nichols

William Henry Nichols (* 9. Januar 1852 in Brooklyn, New York; † 1930) war ein amerikanischer Chemiker und Chemieindustrieller. Er gilt als einer der Begründer der Feinchemikalien-Industrie in den USA und war einer der Gründer der American Chemical Society, deren Präsident er 1918/19 als Nachfolger von Julius Stieglitz war.
William Nichols studierte Chemie an der New York University mit dem Bachelor-Abschluss 1870 und dem Master-Abschluss 1873. Seine erste Firma zur Herstellung von Schwefelsäure hatte er 1870 (am Newtown Creek in Queens, wo die Altlasten seiner Firma noch heute Umweltprobleme bereiten, da er die Schwefelsäure lieber wegkippte, statt sie zu billig zu verkaufen). Später produzierte er auch aus der Luft gewonnenes Ammoniak, durch Elektrolyse verfeinertes Kupfer und Farbstoffe.
Im Jahr 1899 war er mit seinem Sohn Charles W. Nichols (* 1875) hauptverantwortlich für die Fusion von zwölf Chemiefirmen zur General Chemical. Mit Eugene Meyer bildete er 1920 durch Fusion fünf kleinerer Chemiefirmen Allied Chemical & Dye Corporation, woraus später die Allied Chemical Corp. und daraus 1985 durch Fusion Allied Signal wurde, die 1999 von Honeywell übernommen wurden.
1902 stiftete er die William H. Nichols Medal der New Yorker Sektion der American Chemical Society (ACS) zur Forschungsförderung. Er förderte auch sonst auf vielfältige Weise die chemische Forschung und Studenten der Chemie in den USA, so spendete er in der Großen Depression 1930 50.000 Dollar an die ACS. 1904 war er Präsident der Society of Chemical Industry.
Nichols war Ehrendoktor der New York University, der Lafayette University, der Columbia University, der University of Pittsburgh und der Tufts University. Er stand 1917 der Sektion Chemie des nationalen Verteidigungsrats vor (Council of National Defense) und war Vorsitzender des Verwaltungsrats des Polytechnic Institute in Brooklyn. 1912 war er Präsident der Eighth International Congress of Applied Chemistry.